# Commissaire de police (Belgique)
Commissaire de police est un des grades de la police belge, abrégé CP.
Les CP ont la qualité d'officier de police judiciaire et d'officier de police administrative.

## Historique
Comme les autres grades de la police belge, ils ont été créés lors de la réforme des polices de Belgique entrée en vigueur le 1er janvier 2001 à la suite des dysfonctionnements mis en évidence par l'affaire Dutroux entre les trois entités de police du pays à l'époque, à savoir la police communale, la police judiciaire et la gendarmerie nationale.

## Accès
Les inspecteurs principaux en place depuis au moins 3 ans peuvent devenir commissaire de police via un concours interne [Comment ?].
Il est également possible d'y parvenir par recrutement externe pour les personnes possédant un diplôme de niveau A (licence ou master).